# Erich Hermann (Kommunist)
Erich Hermann (* 4. Februar 1914; † 1. Januar 1933 in Berlin) war ein deutscher Kommunist.

## Leben
Erich Hermann hatte mehrere Geschwister, sein Vater war Eisenbahner und durch Teilnahme am Ersten Weltkrieg kriegsversehrt. Er wohnte im Haus der Eltern in der Krügerstraße 7 in Lichtenrade, das Haus existiert heute nicht mehr. Er war Mitglied im Kommunistischen Jugendverband Deutschland (KJVD) und im Kampfbund gegen den Faschismus.

## Tod
Erich Hermann wurde im Alter von 18 Jahren in der Silvesternacht vom 31. Dezember 1932 auf den 1. Januar 1933 am damaligen Kaiser-Friedrich-Platz in Lichtenrade von einer Gruppe Männer überfallen, die aus dem nahegelegenen SA-Arbeitsdienstlager kamen. Durch den damals 22-jährigen SA-Mann Fritz Osthoff erlitt er dabei einen Stich in den Hals, woran er in kürzester Zeit verblutete. Der Täter wurde wegen Körperverletzung mit Todesfolge festgenommen, aber im März 1933 vom Landgericht Berlin freigesprochen.
Hermanns Beerdigung fand am 10. Januar 1933 statt und war in Berlin eine der letzten großen Demonstrationen von Kommunisten, Sozialisten und Sozialdemokraten gegen den Nationalsozialismus.

## Ehrungen

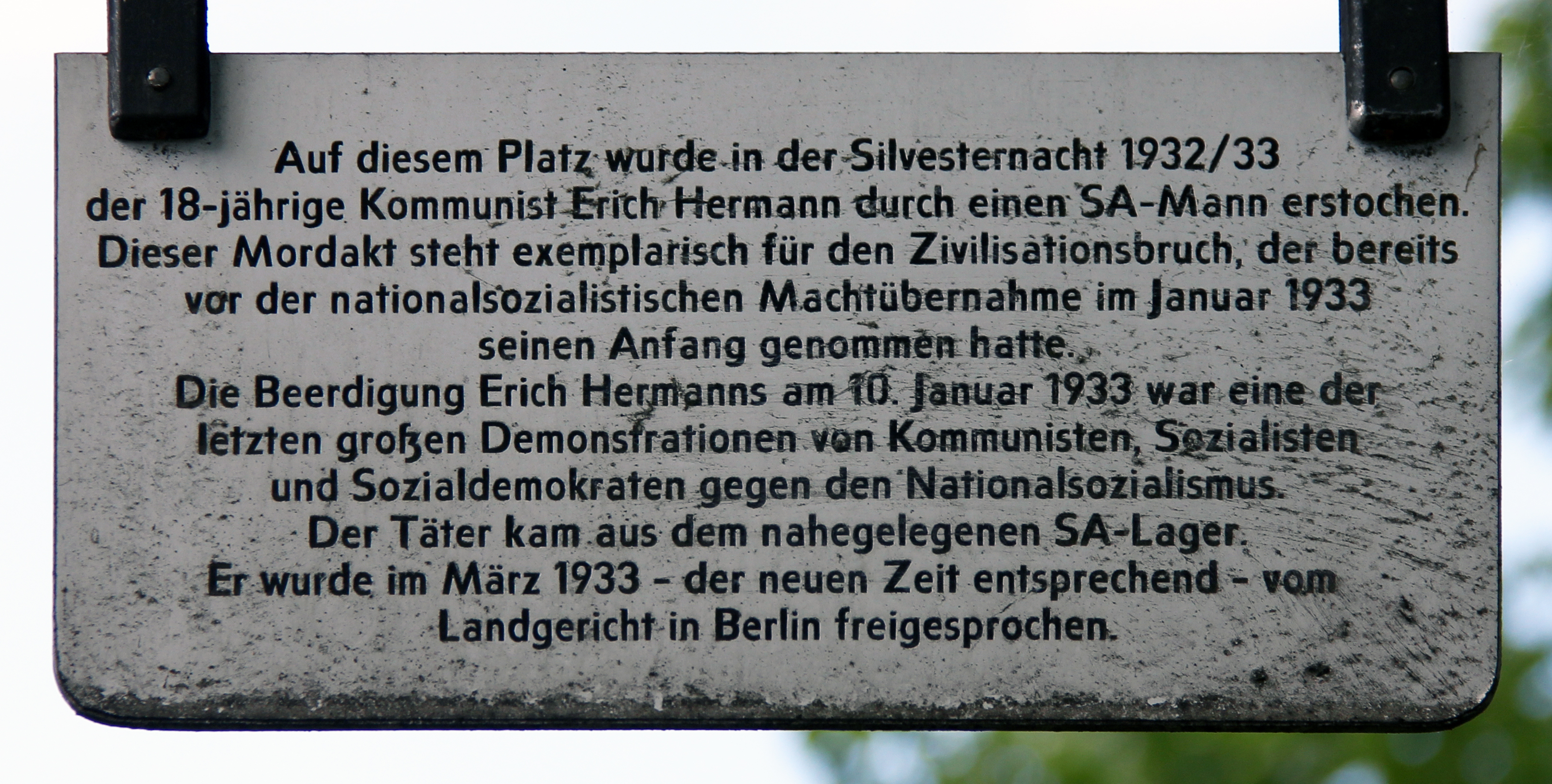
Gedenktafel Erich-Hermann-Platz

Bereits kurz nach dem Ende des NS-Regimes soll es auf dem Platz eine Holztafel zur Erinnerung an Erich Hermann gegeben haben.
Basierend auf durch Zeitzeugen überlieferte und in den 1980er Jahren durch die Vereinigung der Verfolgten des Naziregimes (VVN) dokumentierte Informationen hat die Geschichtswerkstatt Lichtenrade die Ereignisse und deren Hintergründe genauer recherchiert und veröffentlicht.
Bereits 1988 gab es eine Unterschriftensammlung für eine Benennung des Platzes nach Erich Hermann und der damalige Volksbildungsstadtrat im Bezirk Tempelhof, Klaus Wowereit, setzte sich dafür ein. Der Antrag wurde am 14. September 1988 in die BVV eingebracht und in der Sitzung am 7. Dezember 1988 mit den Stimmen der Mehrheitsfraktion der CDU abgelehnt.
2002 wurden wieder Aktivitäten zur Umbenennung unternommen, Unterschriften gesammelt und Kontakt zur SPD und Bündnis 90/Die Grünen im nunmehr fusionierten Bezirk Tempelhof-Schöneberg aufgenommen. Am 20. November 2002 brachte die SPD-Fraktion einen Beschluss-Antrag in die BVV ein, der in der Sitzung des Kulturausschusses am 3. April 2003 mit 8 Ja-Stimmen, 5 Nein-Stimmen und 2 Enthaltungen angenommen und wieder zur Beschlussempfehlung an die Bezirksverordnetenversammlung zurückgeleitet wurde. Die Umbenennung wurde im Amtsblatt für Berlin, Nr. 51, Blatt 4537 am 31. Oktober 2003 veröffentlicht. Der seit 1938 namenlose Platz an der Ecke Wünsdorfer Ecke Blohmstraße wurde ihm zu Ehren mit Wirkung zum 4. Februar 2004 als Erich-Hermann-Platz benannt und am 4. Mai 2005 die Straßenschilder enthüllt.
An der Blohmstraße Ecke Prinz-Heinrich-Straße wurde die Gedenktafel zu einem kleinen, weißen Schild unter dem Straßenschild.
Das Straßenschild am Erich-Hermann-Platz wurde bereits mehrfach beschmiert und von der Geschichtswerkstatt wieder gesäubert.
Das Thema wurde vom selbstorganisierten Theater-Ensemble Tütü Sabotage zu einem Theaterstück verarbeitet. Premiere war
im Juni 2022.